# DRAGON LILY
『DRAGON LILY』（ドラゴン・リリー）は、PERSONZの第二弾DVDアルバムである。
一発録音という手法で製作したスタジオライブDVD。
スタジオの音響設備とライブの緊張感を兼ね備え、PERSONZの演奏の本質を強く深く味わえる作品。

## 収録曲
1. DRAGON LILY
　（作詞：JILL / 作曲：渡邉貢 / 編曲：PERSONZ）
2. HEARTSONG
　（作詞：JILL / 作曲：渡邉貢 / 編曲：PERSONZ）
3. 武器よさらば
　（作詞：JILL / 作曲：渡邉貢 / 編曲：PERSONZ）
4. IN THE NAME OF LOVE
　（作詞：JILL / 作曲：渡邉貢 / 編曲：PERSONZ）
5. PRETENDER
　（作詞：JILL / 作曲：渡邉貢 / 編曲：PERSONZ）
6. KISSING THE WORLD
　（作詞：JILL / 作曲：渡邉貢 / 編曲：PERSONZ）
7. HEARTSONG (English Version)
　（作詞：JILL / 作曲：渡邉貢 / 編曲：PERSONZ）

## 品番
DVD: JPBP-13802